# Embalse de Smallwood
El embalse de Smallwood (del inglés: 'Smallwood Reservoir') es un gran embalse situado en la parte occidental de la península del Labrador en la provincia de Terranova y Labrador, en Canadá. El embalse es la fuente del río Churchill. A diferencia de otros embalses, el agua no está retenida por una única y gran presa, sino por una serie de 88 diques que suman un total de 64 km de longitud. Recibe su nombre en honor de Joseph Roberts Smallwood
Creado por el represado del río Churchill, el embalse de Smallwood, con una superficie de 6.527 km², es el cuerpo de agua dulce más grande de la provincia. Se encuentra en la cabecera del proyecto hidroeléctrico de Churchill Falls y es el 4º embalse mayor del mundo por superficie y el 39.º por volumen.
La evaluación más temprana del potencial hídrico de este vasto embalse se hizo en el año cuando la H.G. Acres Company llevó a cabo un estudio para la Aluminum Company of Canada (ALCAN). Debido a lo remoto del lugar, se consideró muy cara de construir y no parecía viable. Con el desarrollo de tecnologías para la transmisión de la electricidad a larga distancia el diseño del proyecto para construir el desarrollo eléctrico, incluyendo la presa principal y la estructura de control y los muchos diques, comenzó en julio de 1967 por la Acres Canadian Bechtel of Churchill Falls, una joint venture formada por Canadian Bechtel y Acres Engineering.